# ذباليات
ذَبَّالِيَّات هي فصيلة صغيرة من السرطانات. أشهر أجناسها وأعرفها الذبالة والعطوز.